# Cattedrale di Cartagena
L'ex cattedrale di Santa Maria (in spagnolo:  catedral de Santa María) è il principale luogo di culto del comune di Cartagena, in Spagna, ex-sede vescovile dell'omonima diocesi.

## Storia
Non esistono dati certi sulla costruzione della cattedrale, ma si può ipotizzare che sia stata costruita dopo la riconquista dei territori occupati dai musulmani, avvenuta nel 1245. La cattedra del vescovo fu successivamente spostata a Murcia. Dal 1939, in conseguenza della Guerra civile spagnola, è in rovina.

## Arte

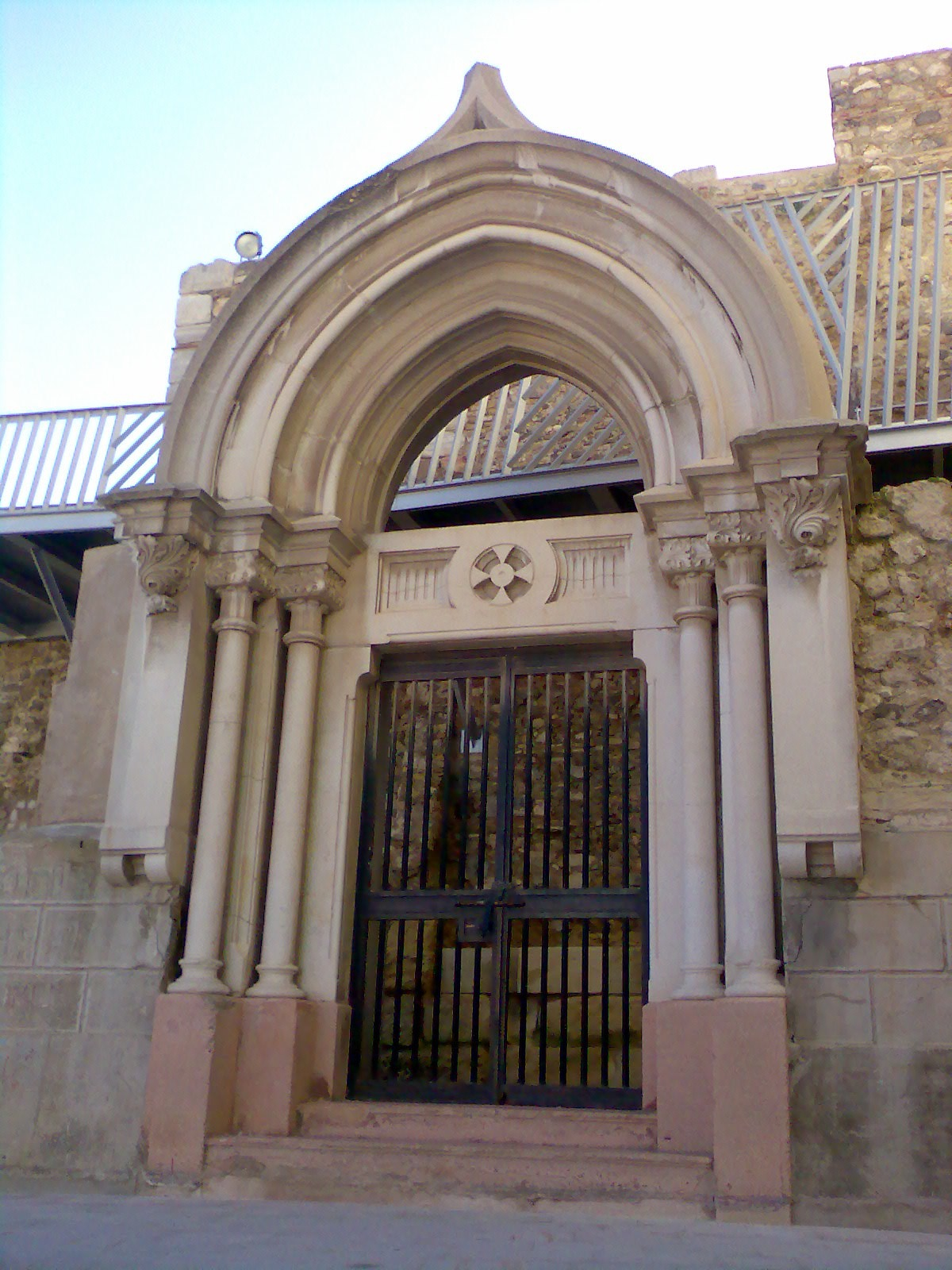
Porta laterale

L'edificio presentava tre navate. Addossate alle due navate laterali, c'erano diverse cappelle. L'entrata era costituita da una piccola porta situata nel lato sud.